# Liste der Synagogen in Venedig

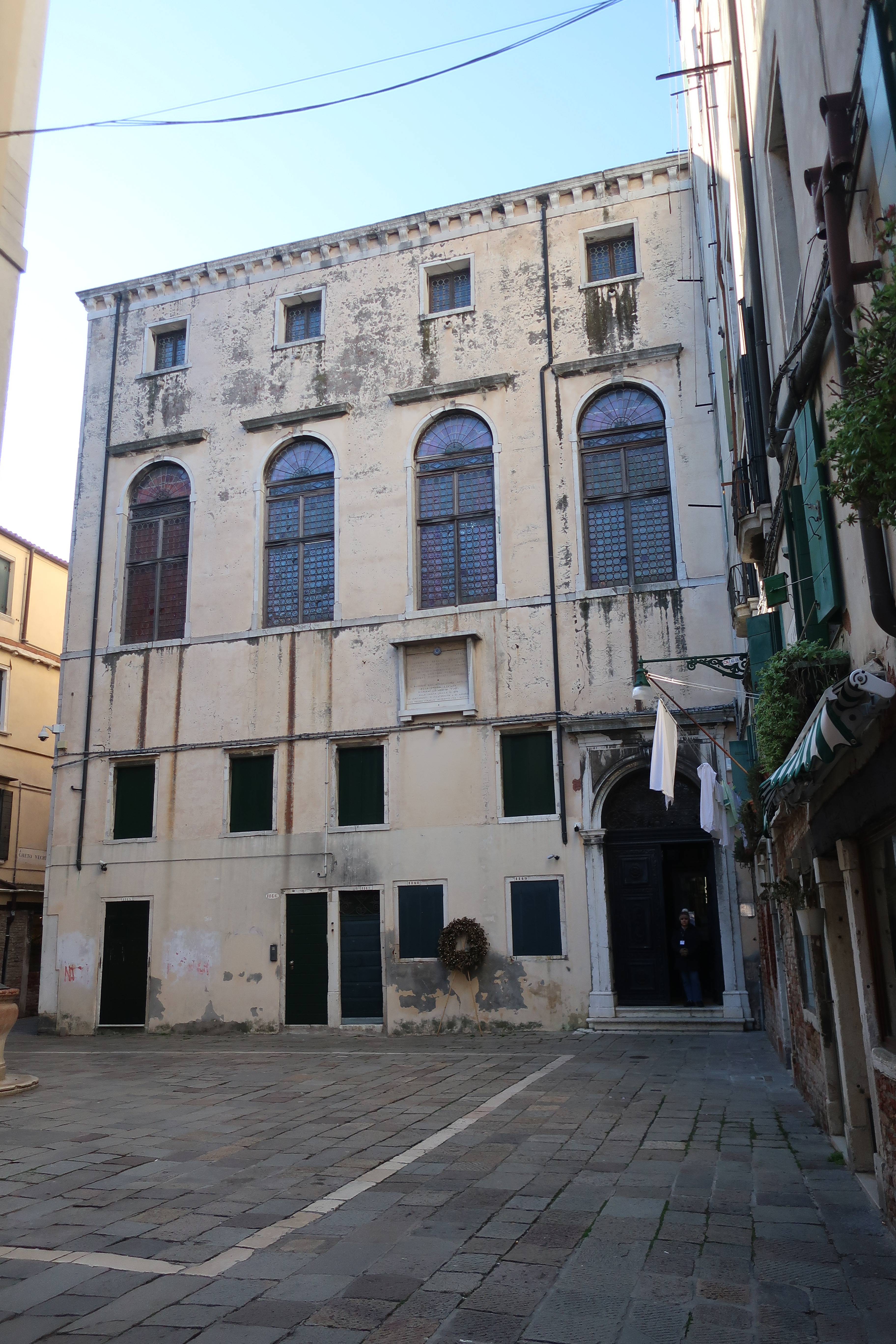
Scola Spagnola

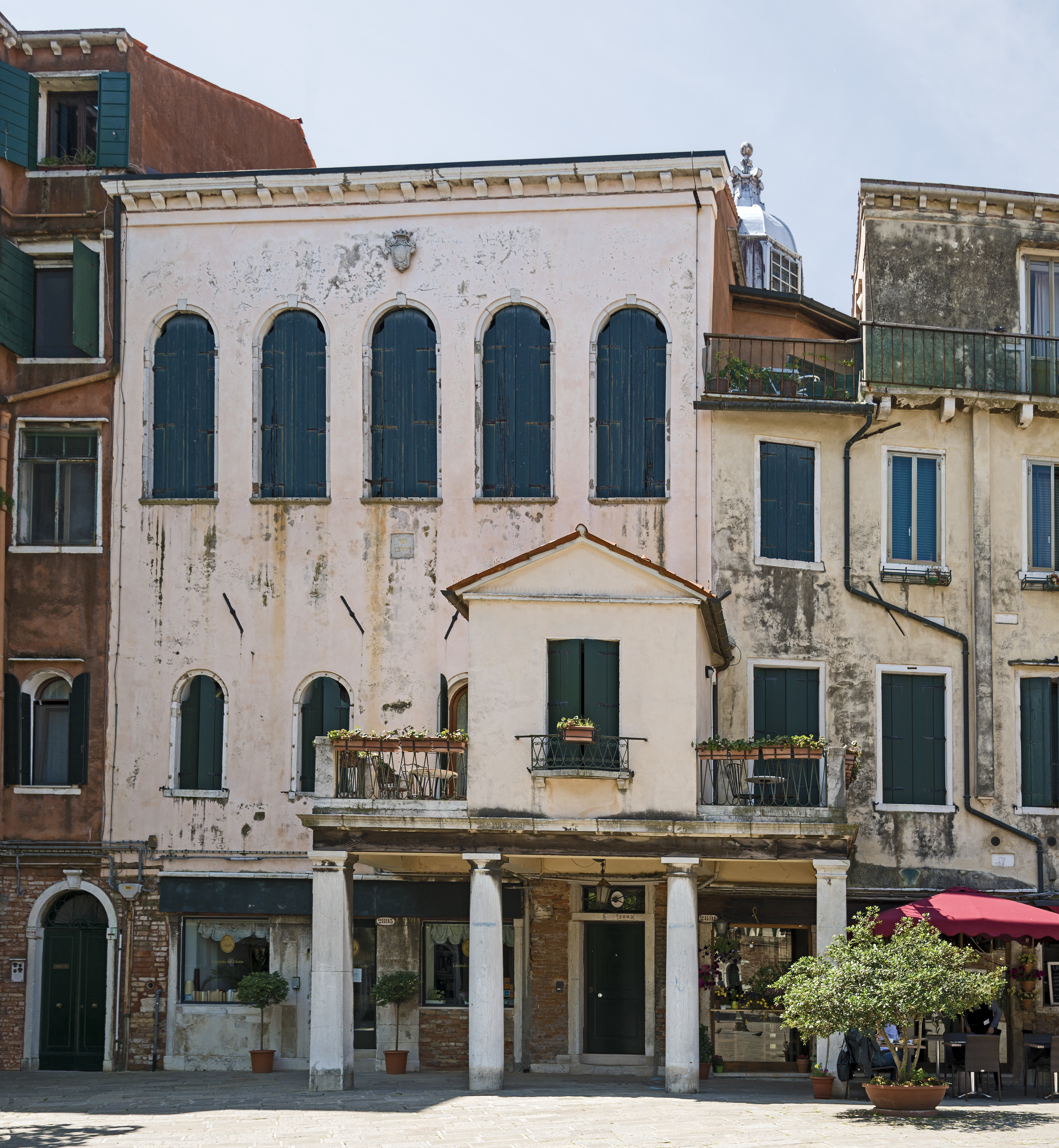
Scola Italiana

Die Liste der Synagogen in Venedig führt analog zur Liste der Kirchen in Venedig die Synagogen der Stadt auf, die bis ins 16. Jahrhundert zurückreichen, und die sich im Sestiere Cannaregio befinden. Sie wurden im bis heute namengebenden Ghetto eingerichtet, der ehemaligen Gießerei-Insel (Ghetto, gettare = gießen), benannt nach einer bis ins frühe 15. Jahrhundert dort betriebenen Gießerei. Die Ansiedlung fand zunächst im Getto novo, dann zusätzlich im Getto vecchio statt, also dem neuen und dem alten vorgeschriebenen Wohnbezirk der jüdischen Venezianer. Die Synagogen werden traditionell Scole genannt.
Grundlage für die Gründung des Ghettos, das in hebräischen Quellen als חצר (chatser, Hof) erscheint, war der Beschluss des Senats vom 9. März 1516, ein Gebiet in der Stadt ausschließlich für Juden vorzuhalten. In den Quellen sind Juden bereits im 11. Jahrhundert fassbar, davor waren sie in Venedig nicht zugelassen, es sei denn, sie hielten sich in der Stadt auf, um Geschäften nachzugehen. Im 13. Jahrhundert durften Juden im Umkreis der Lagune von Venedig dauerhaft leben, nämlich in Mestre. Ab der 2. Hälfte des 14. Jahrhunderts lebten sie auch in der Kernstadt. Während der Wirtschaftskrise gegen Ende des 14. Jahrhunderts erlaubte man wieder den zuvor verbotenen Geldverleih, was einer Ansiedlungserlaubnis gleichkam. Die Juden wiederum waren gezwungen, ihr Vermögen in Geld anzulegen, da ihnen die wichtigste Alternative, der Erwerb von Immobilien, untersagt war. Venedig seinerseits füllte die Staatskasse mit hohen Abgaben, die die Neusiedler zu entrichten hatten, wofür sie im Gegenzug unter staatlichen Schutz gestellt wurden. 1386 erhielt die Gemeinde einen Friedhof auf dem Lido am Ostrand der Lagune. Ab 1394 mussten ihre Angehörigen durch ein Abzeichen, einen Kreis auf der linken Schulter, als Juden erkennbar sein, ab 1496 durch einen gelben, später durch einen roten Hut – auf Reisen war ihnen zu ihrem Schutz ein unauffälliger schwarzer Hut gestattet.
Bedingt durch jüdische Zuwanderung und Flucht wurde das Getto novo 1541 um das Getto vecchio erweitert. 1633 erfolgte eine Erweiterung für die sephardischen Juden, das Getto novissimo. Um 1630 lebten in den drei Ghetto-Bezirken etwa 5000 Menschen. Das Ghetto bestand bis 1797, bis zum Ende der Republik. Die nunmehr französische Stadtregierung ließ mit Ordre vom 7. Juli 1797 die Ummauerung abreißen. Für eine Zeit hieß der Bezirk nun „Riunione“ (Wiedervereinigung).
Einerseits waren die Bewohner vom Rest der Bevölkerung abgesondert, andererseits aber auch geschützt. Die beiden Brücken zum Getto novo wurden nachts verriegelt. Innerhalb des Ghettos kam es zu einer kulturellen Blüte und zu einer die verschiedenen jüdischen Zuwanderergruppen übergreifenden Identitätsstiftung. Im 16. Jahrhundert entstanden für diese „Nationen“ eigene Scole. Da es verboten war, Synagogen auf christlichen Grundstücken zu bauen, wurden sie äußerlich wie Wohnhäuser gestaltet oder auf deren Dächern errichtet.
Als erste Scola im Geto novo (ital. ghetto nuovo) entstand die Scola Grande Tedesca 1528/1529. Dank ihrer fünf Rundbogenfenster ist sie gut zu erkennen. Die Scola Canton von 1531 war eine Synagoge für die Aschkenasen, also die mittel-, nord- und osteuropäischen Juden. 1571 entstand die Scola Italiana.
Im Geto vecchio (ital. ghetto vecchio) befinden sich die Scola Levantina, sowie die Scola Spagnola, die größte der Synagogen (2. Hälfte 16. Jahrhundert). Sie wurde von den Marranen und Juden besucht, die von der iberischen Halbinsel geflohen waren.

## Getto novo

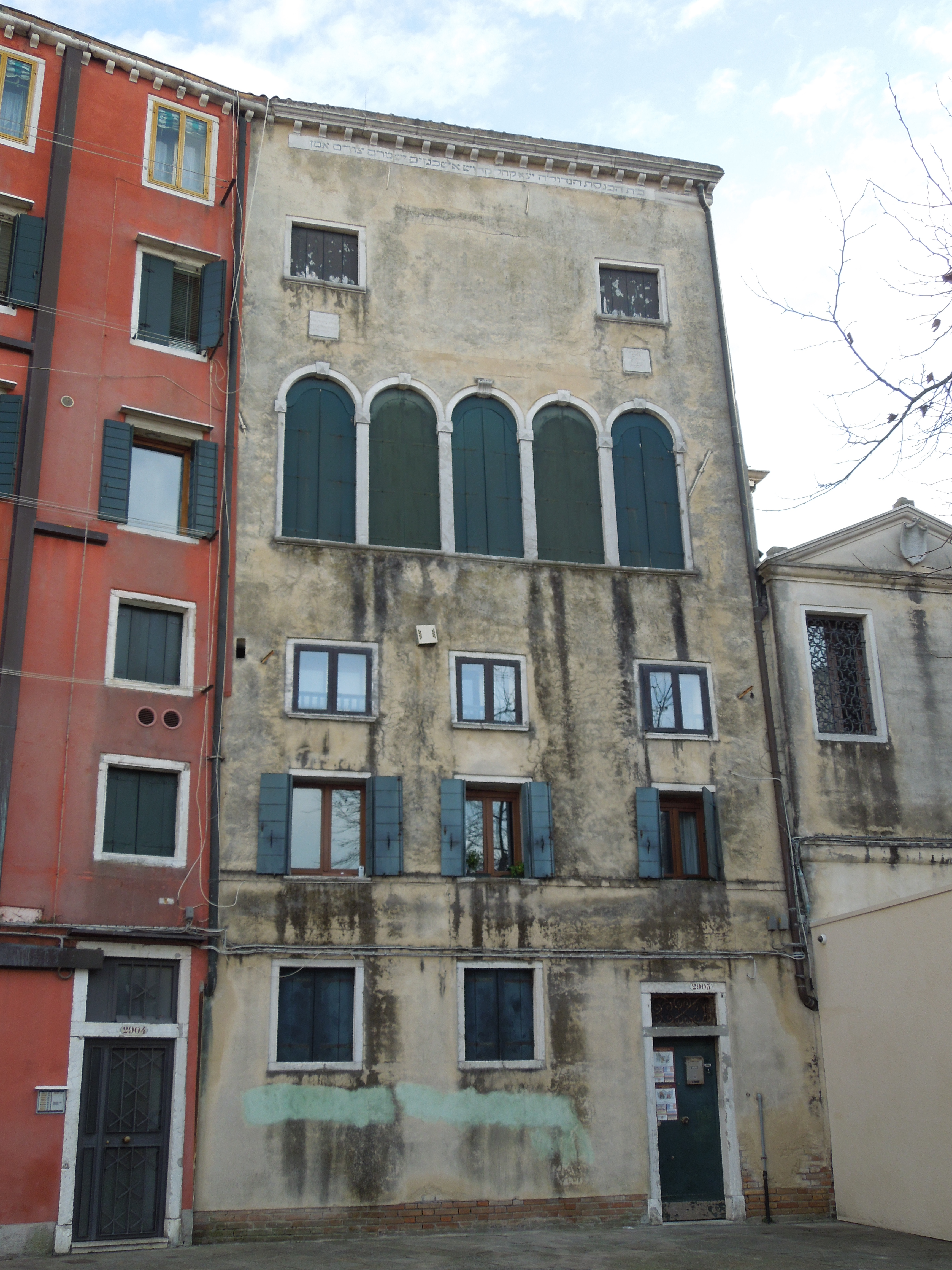
Außenfassade der Großen Deutschen Synagoge, der Scola Grande Tedesca

Im Stadtsechstel (Sestiere) Cannaregio
- die Scola Grande Tedesca entstand 1528/29 für aschkenasische Juden aus Deutschland
- die Scola Canton entstand 1531 für aschkenasische Juden; zwischen diesen beiden befindet sich das Museo Ebraico di Venezia und
- die Scola Italiana (1575, sie trägt eine kleine Kuppel).

## Getto vecchio
Im benachbarten Getto vecchio befinden sich die
- Scola Levantina (1541) sowie die
- Scola Spagnola (1580) für die sephardische Gemeinschaft.[2]